# Wapato (Waszyngton)
Wapato – miasto w Stanach Zjednoczonych, w stanie Waszyngton, w hrabstwie Yakima.